# Reinhard Wagner (Manager)
Reinhard Wagner (* 30. Oktober 1948) ist ein deutscher Manager und war von 1993 bis 2005 Vorsitzender der Vorstände der BHW Bausparkasse AG  sowie des Finanzdienstleistungskonzerns BHW Holding AG in Hameln. Im gleichen Zeitraum gehörte er dem Vorstand des Verbandes der Privaten Bausparkassen, Berlin, an.

## Biografie
Wagner studierte nach dem Abitur 1967 am Schiller-Gymnasium Hameln an der Universität Karlsruhe neben einem technischen Grundlagenstudium Wirtschaftswissenschaften mit Abschluss als Dipl.rer.pol.(techn.) 1971. Nach Stationen in der Industrie, Vermögensverwaltung, Assekuranz und Bausparkassen trat er 1984 in den BHW Konzern, Hameln, ein und wurde nach Ausübung verschiedener Vorstandspositionen – u. a. Gründungsvorsitzender der BHW Lebensversicherung AG – 1993 Vorsitzender der Vorstände der BHW Bausparkasse AG und der BHW Holding AG. Er betrieb eine strategische Neupositionierung und einen nachhaltigen wirtschaftlichen Turnaround als Basis für den 1997 erfolgten Börsengang (IPO). Bereits nach fünf Monaten erfolgte die Aufnahme in den MDAX. Durch einen massiven Ausbau des Multi-Channel-Vertriebs wurde das Ziel, einer der führenden Anbieter im Bereich ´Private Vorsorge` zu sein, erreicht. In Zusammenhang mit einem Eigentümerwechsel schied er 2005 aus dem Unternehmen aus. Seitdem ist er in Aufsichtsräten und Geschäftsführungen des Private-Equity-Sektors tätig.
Wagner ist Mitglied im Rotary Club Hameln, PP, PHF.

## Auszeichnungen
- Man of the Year von Cash, 1997[3]
- Verdienstorden des Großherzogtums Luxembourg, 2002

## Veröffentlichungen
- Wertsteigerung durch Integration von Bank- und Versicherungsprodukten im Vertrieb. In: Handbuch Wertmanagement in Banken und Versicherungen, Wiesbaden 2004, ISBN 3-409-12528-0.
- Werbe-, PR- und Verkaufsförderungsstrategien zur Vertriebsunterstützung. In: Handbuch Finanzvertrieb, Frankfurt am Main 1995, ISBN 3-7819-0565-9.